# Битка при Версиникия
Битката при Версиникия е битка между българи и византийци, състояла се на 22 юни 813 г. В нея българският кан Крум печели пълна победа над византийските сили, командвани от император Михаил I Рангаве, и завладява Тракия. Неголямата крепост Версиникия  е при с. Мелница, а българския боен лагер тогава и където на следващата 814 г. почива Крум Страшни е при днешното елховско село Маломирово.

## Предшестващи събития
През 811 г. кан Крум разгромява византийците, нахлули в България, в битката при Върбишкия проход. Михаил Рангаве, който наследява тежко ранения в битката император Ставракий, отхвърля българските предложения за мир. Вследствие на това, през 812 г. Крум завладява Девелт, Месемврия и още много крепости в Тракия. В отговор, през май 813 г. императорът събира значителна армия от балканските и азиатските си владения, с която се опълчва на българите.

## Битката
Византийската армия се придвижва от Константинопол до Одрин, където изчаква нашествениците, без да направи опит да отвоюва Месемврия. Крум разполага войските си на възвишения край малката крепост Версиникия (до село Маломирово, Елховско), северно от византийския стан. В продължение на 15 дни византийците напразно призовават българите да слязат от укрепленията, за да се бият на открито. Околността е опустошена от двете противникови войски, които изземват всичко необходимо за изхранването си. Накрая Йоан Аплакис, стратегът на Македония, който командва един от фланговете на византийския боен строй, решава да атакува българските позиции. Въпреки че разполагат с числено превъзходство, византийските войски не атакуват координирано. Това се оказва решително за изхода на сражението. Войниците от македонската и тракийската тема, начело с Аплакис, атакуват българите, но не са подпомогнати от останалите византийски части. Затова те са обкръжени и разгромени от българите, а Аплакис загива. Останалите византийци побягват. Подозирайки, че противникът иска да увлече българите в преследване и да ги разбие с контраатака, Крум първоначално се въздържа от преследване. Едва след като бягството на византийците става всеобщо, българите се впускат след тях и довършват разгрома. Голяма част от победената войска се укрива в малки крепости, където по-късно е обсадена и пленена от българите

## Последици
Поражението струва на Михаил Рангаве титлата. Скоро след битката той е принуден да се откаже от престола в полза на Лъв Арменец. В резултат на победата при Версиникия Крум става господар на Тракия. През юли 813 г. българите достигат Константинопол. Редица византийски крепости, в това число и Одрин, падат под българска власт. Българското нападение срещу византийската столица не се осъществява заради смъртта на Крум (13 април 814). Неговият наследник, кан Омуртаг, сключва мир с Византийската империя, в резултат на който границата между двете страни се измества на юг в Тракия.